# Gutach
El río Gutach o Wilde Gutach, (Gutach Salvaje) es corto río alemán, un afluente del río Elz a su vez tributario del Rin que nace en la Selva Negra en el estado alemán de Baden-Württemberg muy cerca de la ciudad de Furtwangen.
El río Gutach nace en la confluencia de los pequeños arroyos, el Heubach y el Erbach en un lugar conocido como Hexenlochmühle o el molino del arroyo de las brujas. El río comienza su camino a través de desfiladeros rocosos y bosques profundos. Atravisea el bosque de Simonswald y finalmente llega a la ciudad de Gutach im Breisgau (Gutach de Brisgovia) donde vierte sus aguas al Elz.
Todo el recorrido del río Gutach está plagado de leyendas y mitos que hacen que su corto recorrido sea un lugar turístico muy visitado por los amantes de lo exotérico y lo misterioso. Situado en una de las sierras más cerradas y profundas de Alemania, sus paisajes son reconocidos como de los más hermosos de la zona. La vegetación está formada por bosque de montaña, abetos y flora continental. Geológicamente igual que el vecino Valle del Diablo Höllentahl su formación está principalmente formada por piedra arenisca, gneis y granito. La fauna es típicamente alpina, piceas, abetos y hayedos.

## Galería

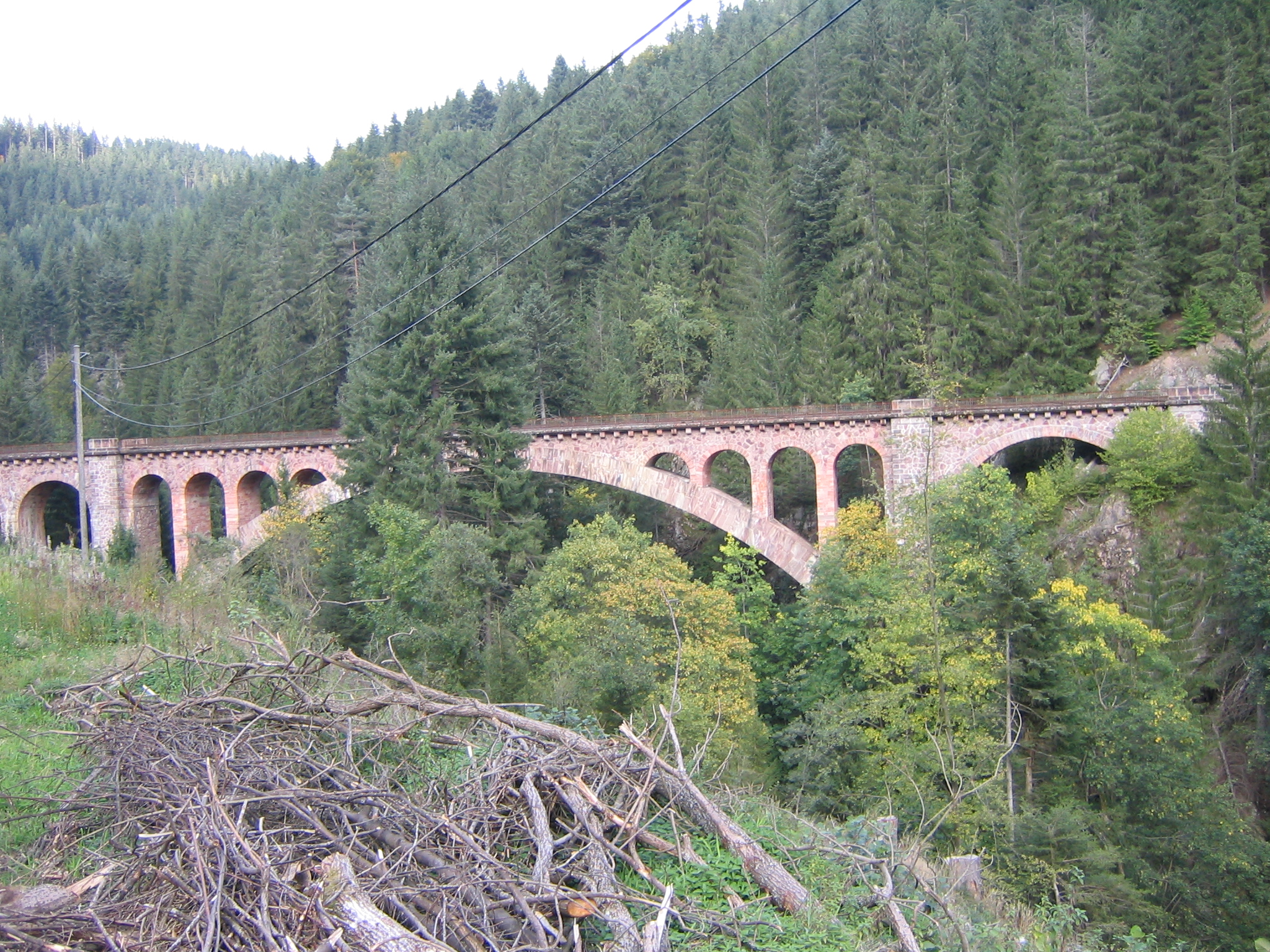
Viaducto sobre el río Gutach.
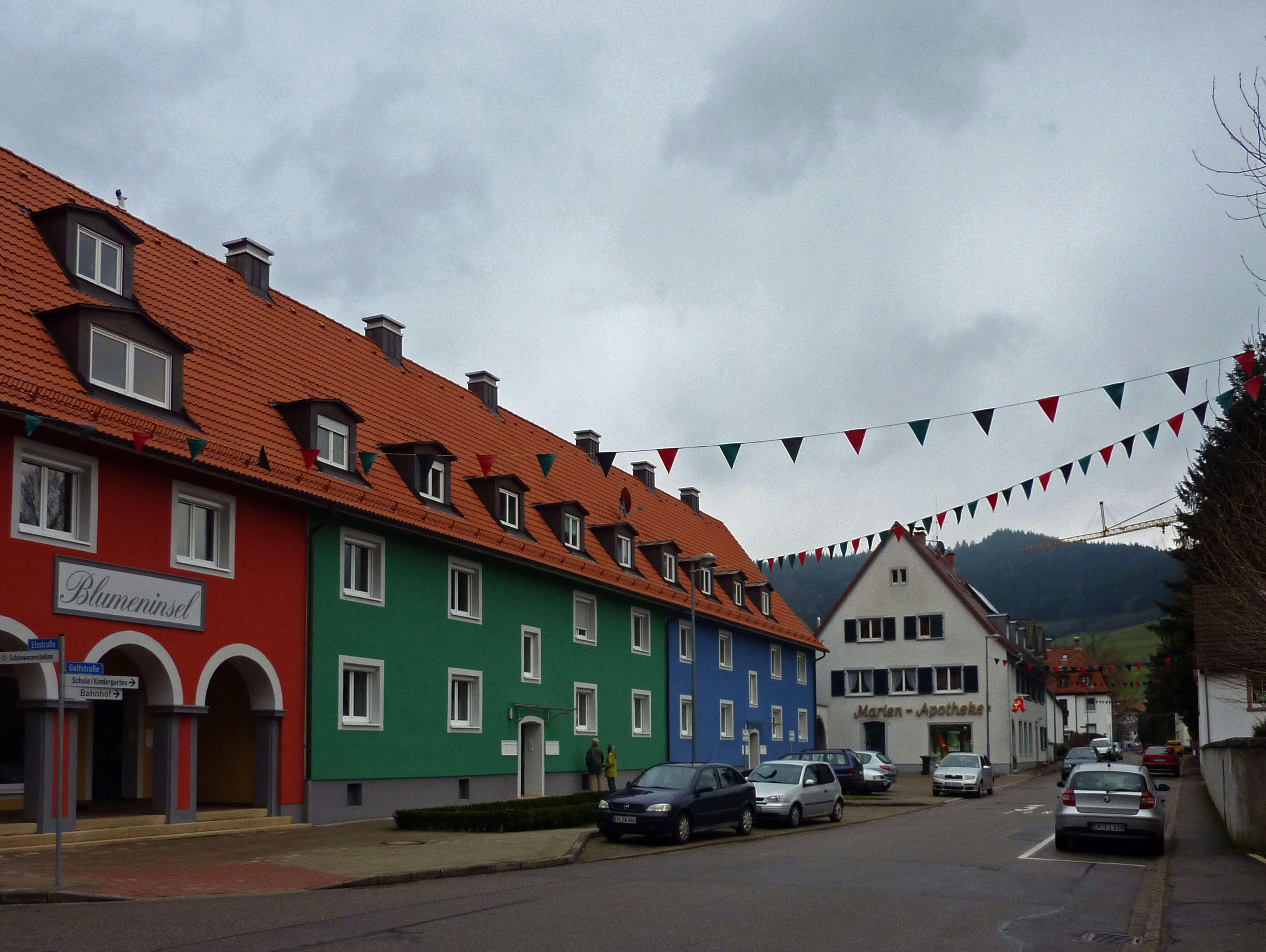
Calle principal de Gutach im Breisgau.

- Datos: Q477753
- Multimedia: Wilde Gutach / Q477753